# Arsen Dedić
Arsenije "Arsen" Dedić (Šibenik, 1938. július 28. – Zágráb, 2015. augusztus 17.) horvát énekes és dalszerző.

## Élete
Jovan Dedić szerb és Veronika Mišković horvát szülők gyermeke. Jogi tanulmányokat folytatott, melyeket azonban 1959-ben félbehagyott, s a zágrábi zeneakadémián tanult tovább, ahol 1964-ben szerzett diplomát. Felesége Gabi Novak énekesnő, fiuk Matija Dedić dzsesszzenész.

## Könyvei
- Brod u Boci (Zágráb, 1971)
- Hotel Balkan (Zágráb, 1987)
- 101 Pjesma (Szarajevó, 1989)

## Diszkográfia

### Hanglemezek
- Čovjek kao ja (1969)
- Arsen 2 (1971)
- Homo Volans (double album) (1973)
- Vraćam se (1975)
- Porodično stablo (1976)
- Arsenal (1976)
- Otisak autora (1976)
- Pjesme sa šlagom (1976)
- Dedić-Golob (1977)
- Kuća pored mora (instrumentals) (1978)
- Rimska ploča (1980)
- Pjevam pjesnike (1980)
- Naručene pjesme (1980)
- Gabi i Arsen (1980)
- Carevo novo ruho (1981)
- Arsen pjeva djeci (1982)
- Provincija (1984)
- Kantautor (double album) (1985)
- Moje popevke (1986)
- Kino Sloboda (1987)
- Arsen & Bora Čorba Unplugged `87 (1987)
- Hrabri ljudi (Gabi i Arsen) (1988)
- Glazba za film i TV (1989)
- Svjedoci priče (1989)

### Kompaktlemezek (CD-k)
- Najbolje od Arsena (1991)
- Tihi obrt (1993)
- Ko ovo more platit (1995)
- Ministarstvo (1997) / Ministarstvo straha (2000, 2005)
- Herbar (1999)
- Čovjek kao ja (1969/1999)
- Kino Sloboda (1987/2000)
- Kinoteka (2002)
- Homo volans (1973/2003)
- Imena žena (2003)
- Na zlu putu (2004)
- Ministarstvo Straha (2006)
- Rebus (2008)

## Fordítás
- Ez a szócikk részben vagy egészben  az   Arsen Dedić című angol Wikipédia-szócikk fordításán alapul.  Az eredeti cikk szerkesztőit annak laptörténete sorolja fel. Ez a jelzés csupán a megfogalmazás eredetét és a szerzői jogokat jelzi, nem szolgál a cikkben szereplő információk forrásmegjelöléseként.